# Cramoisy
Cramoisy település Franciaországban, Oise megyében. Lakosainak száma 804 fő (2022. január 1.). Cramoisy Saint-Vaast-lès-Mello, Maysel, Montataire, Saint-Leu-d’Esserent és Thiverny községekkel határos.

## Népesség
A település népességének változása:
| Lakosok száma | 734  | 753  | 806  | 809  | 809  | 810  | 810  | 807  | 804  |
|               | 2013 | 2015 | 2016 | 2017 | 2018 | 2019 | 2020 | 2021 | 2022 |